# روبرت بيكون
روبرت بيكون (بالإنجليزية: Robert Bacon)‏ (5 ،تموز يولية 1860 -29، ايار مايو 1919) رجل دولة ودبلوماسي أمريكي شغل منصب وزير الخارجية الأمريكي لمدة ثلاث أشهر عام 1909.

## روابط خارجية
- روبرت بيكون على موقع إن إن دي بي (الإنجليزية)